# Marta Farolfi
Marta Farolfi (Brisighella, 1º gennaio 1962) è una politica e imprenditrice agricola italiana.

## Biografia
È stata consigliera provinciale di Ravenna e consigliera comunale, assessora e vicesindaca di Brisighella.
Alle elezioni politiche del 2022 viene eletta senatrice per Fratelli d'Italia nel collegio uninominale di Rimini.

## Vita privata
È sposata con Roberto Petri.